# Charles Pratt
Ne doit pas être confondu avec Charles Prats.
Charles Pratt (né le 2 octobre 1830 à Wilbraham (Massachusetts) – mort le 4 mai 1891 à New York) est un homme d'affaires américain, pionnier de l'industrie pétrolière. Il fit construire la première raffinerie de pétrole lampant (Astral Oil Works) à Brooklyn. Il s'établit avec sa nombreuse famille à Clinton Hill (Brooklyn). Il recruta Henry H. Rogers lorsqu'il créa la Charles Pratt and Company (1867). Sept ans plus tard, Pratt et Rogers convinrent de rejoindre le capital de la Standard Oil de John D. Rockefeller.
Pratt est le fondateur et premier donateur de l'Institut Pratt de Brooklyn, qui est aujourd'hui une école de beaux-arts réputée. Avec ses enfants, il aménagea sur la côte nord de Long Island le lotissement de Glen Cove (New York), qui a été rebaptisé Gold Coast dans les années 1920.

## Biographie

### Le marché de l'huile d'éclairage

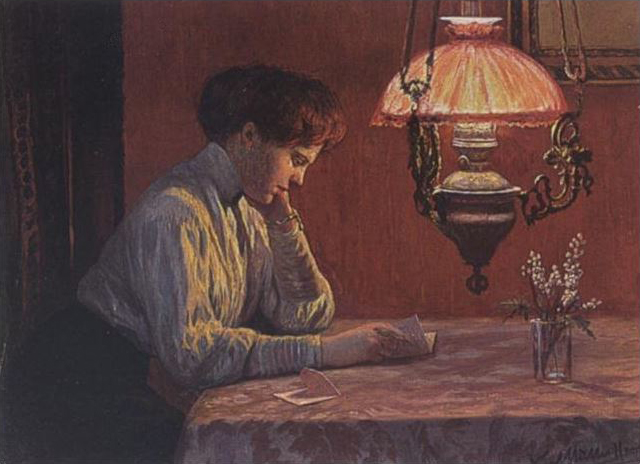
La lampe à huile fut durant tout le XIXe siècle la plus puissante source d'éclairage domestique.

Charles Pratt était l'un des onze enfants d'Elizabeth Stone et du charpentier Asa Pratt. Il fit ses études à la Wesleyan Academy et devint avocat.
Pratt travailla d'abord pour une huilerie de Boston qui conditionnait l'huile de baleine et fournissait les fabricants de peinture. Vers 1850, il s'établit à New York et créa sa propre huilerie ; mais il comprit qu'on pouvait avantageusement remplacer l'huile de baleine par un distillat de pétrole (huile minérale) pour les lampes à huile. Dans les années 1860, avec le forage de nouveaux puits dans l'ouest de la Pennsylvanie, cette matière première devint relativement bon marché. Vers la fin de la guerre de Sécession, Pratt négociait le prix des barils sur les champs pétrolifères du Comté de Venango, en Pennsylvanie, lorsqu'il retrouva deux jeunes compatriotes du Massachusetts :  Charles Ellis, chez qui il s'approvisionnait en huile de baleine à Fairhaven (Massachusetts), et son associé Henry H. Rogers. Ces deux hommes avaient depuis revendu leur atelier de raffinage, Wamsutta Oil Refinery, à Pratt. En 1866, Rogers vint trouver Pratt à New York pour solliciter un prêt et relancer une affaire. Impressionné, Pratt le recruta comme contremaître des forages, et cinq ans plus tard lui proposa de rejoindre la direction à Brooklyn. Dès 1867, Pratt s'associa avec lui pour créer Charles Pratt and Co. Selon le journaliste Elbert Hubbard, Rogers s'imposa comme l'homme à tout faire de la compagnie : il fit construire la première raffinerie moderne (Astral Oil) sur les berges du ruisseau de Newtown Creek,.

### Accords avec la Standard Oil
Au début des années 1870, Pratt et Rogers entrèrent en conflit avec la South Improvement Company de  John D. Rockefeller : par une entente secrète avec Pennsylvania Railroad (PRR) et d'autres compagnies ferroviaires sur le volume de marchandises qu'il s'engageait à leur demander de transporter, Rockefeller s'était assuré une tarification favorable pour la livraison des barils. Ce coup commercial déchaîna la révolte des producteurs de pétrole brut et des sociétés de raffinage de l'ouest de la Pennsylvanie et d'autres régions. Les sociétés de raffinage de New York se groupèrent pour dépêcher, vers la mi-mars 1872, une délégation emmenée par Rogers à Oil City (Pennsylvanie) auprès d’Oil Producers' Union, une fédération d'exploitants indépendants de forages. Face à cette nouvelle ligue d’intérêts de producteurs indépendants, Pennsylvania Railroad et les autres transporteurs durent homogénéiser leur tarification à la baisse, puis finalement s'engager à mettre un terme aux ententes tarifaires secrètes avec South Improvement. Toutefois, ce fut une demi-victoire, car déjà Rockefeller commençait à racheter plusieurs de ces petits producteurs.

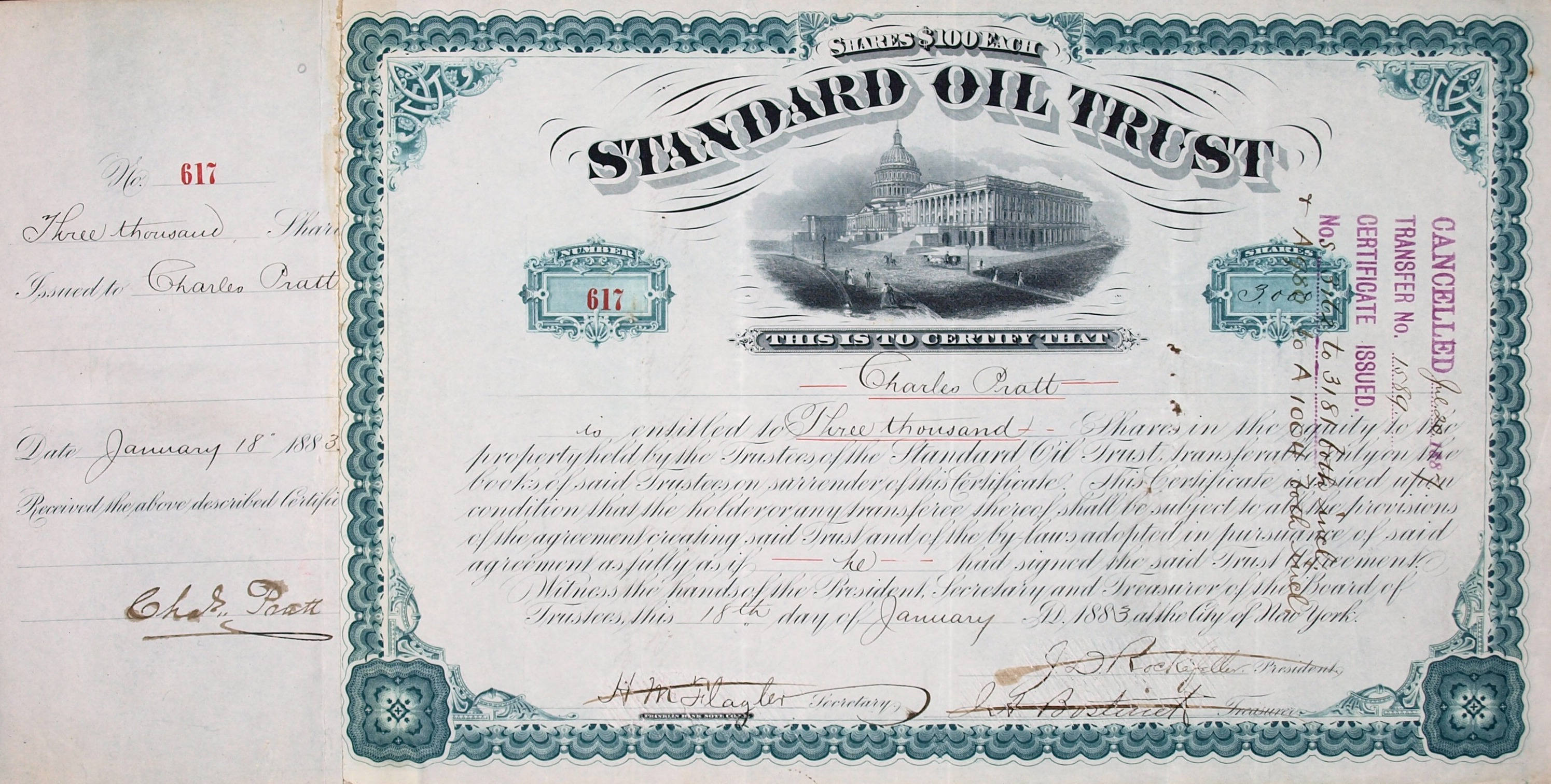
Action de la Standard Oil, émise le 18 janvier 1883, propriété de Charles Pratt

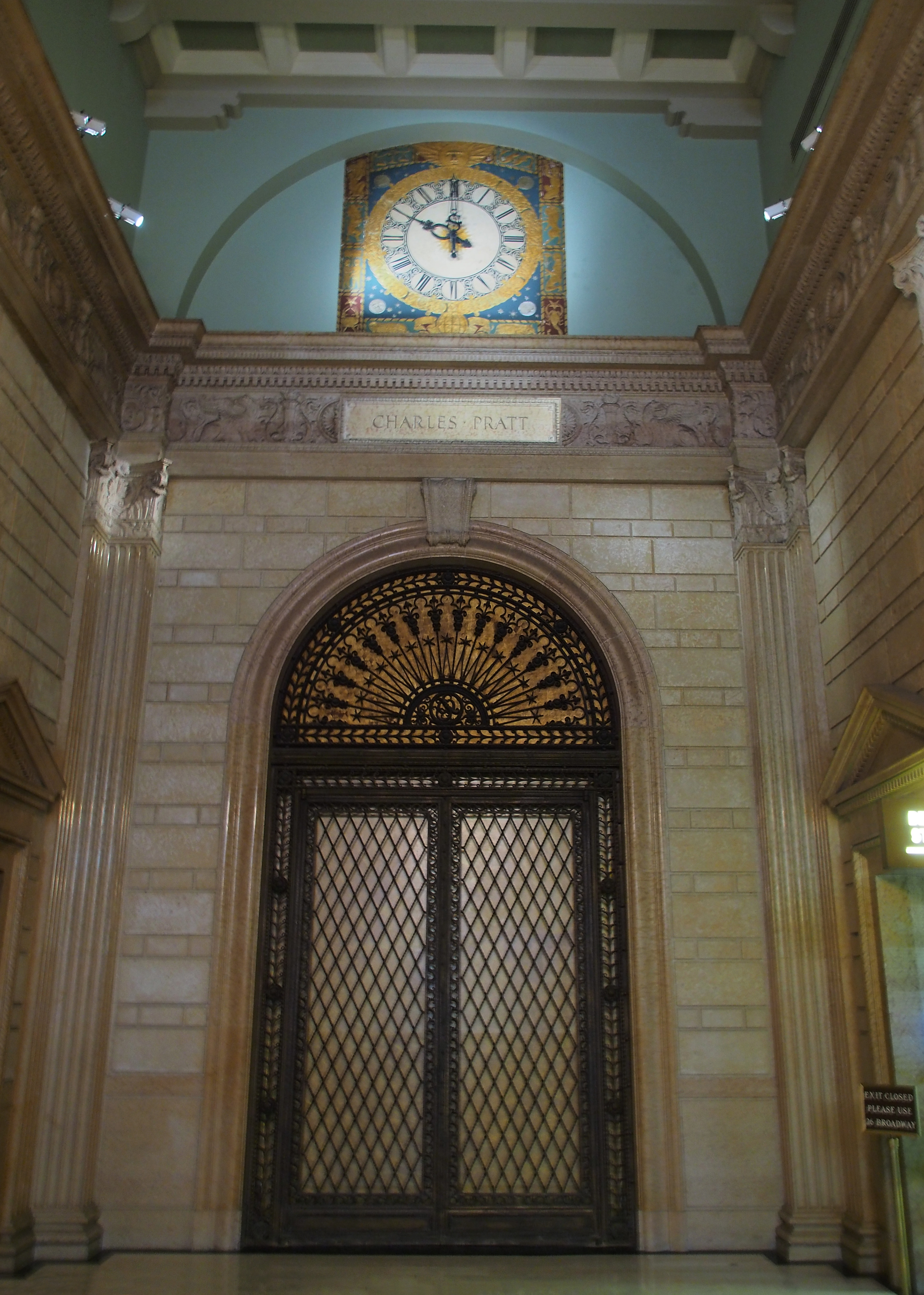
Le nom de Pratt, gravé au frontispice du Standard Oil Building.

À quelque temps de là, Rockefeller démarcha Charles Pratt , lui soumettant un projet de coopération et de consolidation, et Pratt et Rogers y trouvèrent leur intérêt. Rogers rédigea les clauses de l'accord avec la Standard Oil, et Rockefeller accepta le marché ainsi rédigé. Charles Pratt & Co. (y compris Astral Oil) fut l'une des premières grosses sociétés de raffinage à rejoindre le groupe Rockefeller (1874). Cependant, l'appartenance d'Astral Oil à la filiale new-yorkaise de la Standard Oil of Ohio ne fut rendue publique qu'en 1892. Lorsque la famille Rockefeller racheta les actifs de Pratt en 1874, Pratt racheta, au nom de Rockefeller, les raffineries concurrentes de Brooklyn : à eux deux, les deux hommes d'affaires parvinrent ainsi à fermer un certain nombre de petites usines ; mais simultanément, la chambre syndicale des tonneliers s'opposait aux tentatives de Pratt de mécaniser la fabrication des barils. Pratt parvint à diviser ses adversaires, et les raffineries concurrentes s'inspirèrent de ses méthodes pour maintenir leurs prix compétitifs.
Bien que son entrée au conseil d'administration de la Standard Oil eût fait de Pratt un homme riche, il conservait sa liberté d'expression et même critiquait fréquemment Rockefeller. À sa mort, en 1891, Rockefeller retrouva sa place de maître incontesté de l'industrie pétrolière. La famille Pratt continua de jouer un rôle important au sein de la Standard Oil : le fils aîné, Charles Millard Pratt (1855–1935), en fut le premier Secrétaire général et en 1923, le fils de celui-ci, Herbert Lee Pratt, devint le directeur de la Standard Oil de New York.

## Le philanthrope

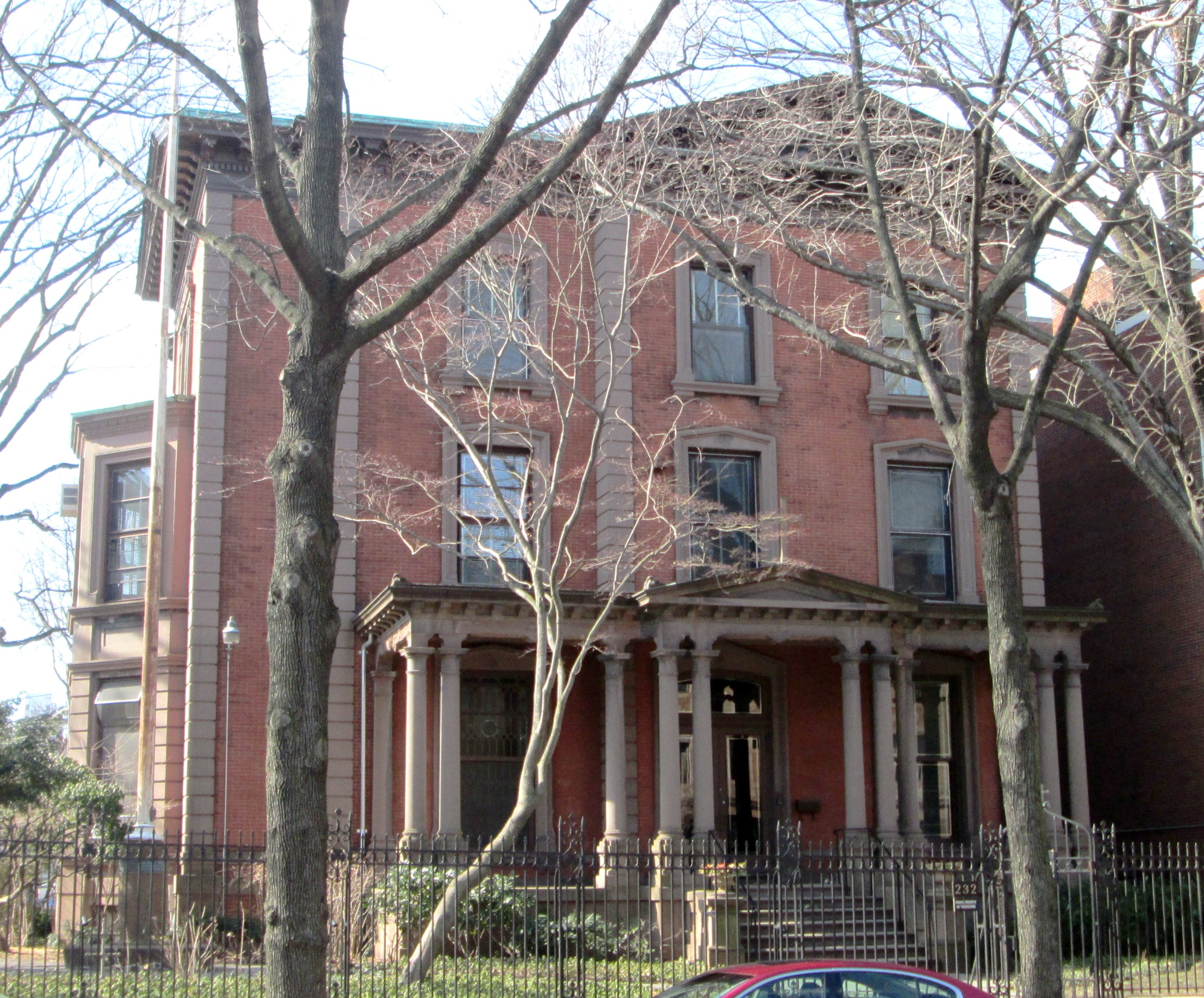
La maison de Pratt au centre-ville de Brooklyn (1874–1875).

Charles Pratt avait compris la nécessité de former des ouvriers spécialisés pour faire face au bouleversement industriel : en 1886, il fonda et subventionna l'Institut Pratt, qui ouvrit ses portes à Clinton Hill (Brooklyn) en 1887. École technique à ses débuts, elle s'est imposée depuis comme une école de beaux arts réputée. En 1910, Pratt finança en outre la construction de l’École Pratt d'Architecture et de génie Naval au Massachusetts Institute of Technology. Il faisait partie du bureau de l'église baptiste Emmanuel, congrégation influente et toujours active. La petite chapelle aménagée en 1887 par Pratt constitue à ce jour sans doute le plus bel exemple d'architecture intérieure du XIXe siècle à New York.